# فاریاب (بخش مرکزی رودان)
فاریاب، روستایی در دهستان فاریاب بخش مرکزی شهرستان رودان در استان هرمزگان ایران است. این روستا، مرکز دهستان فاریاب است.

## جمعیت
بر پایه سرشماری عمومی نفوس و مسکن در سال ۱۳۹۵، جمعیت این روستا برابر با ۱٬۱۴۶ نفر (۳۳۴ خانوار) بوده‌است.